# Eringsboda
Eringsboda – miejscowość (tätort) w Szwecji, w regionie administracyjnym (län) Blekinge, w gminie Ronneby.
Według danych Szwedzkiego Urzędu Statystycznego liczba ludności wyniosła: 275 (31 grudnia 2015), 289 (31 grudnia 2018) i 291 (31 grudnia 2019).